# Verkehrsverbund Rhein-Mosel
Der Verkehrsverbund Rhein-Mosel GmbH (abgekürzt VRM) ist ein kommunal getragener Verkehrsverbund der Landkreise Altenkirchen (Westerwald), Ahrweiler, Cochem-Zell, Mayen-Koblenz, Neuwied, Rhein-Hunsrück, Rhein-Lahn, Westerwaldkreis sowie der kreisfreien Stadt Koblenz. Er wurde gegründet, um einen einheitlichen ÖPNV-Tarif anzubieten.

## Benachbarte Verkehrsverbünde und Übergangstarife
Der VRM grenzt im Norden an den Verkehrsverbund Rhein-Sieg (VRS) sowie im Nordosten an den Verkehrsverbund Westfalentarif, im Osten an den Rhein-Main-Verkehrsverbund (RMV), im Westen an den Verkehrsverbund Region Trier (VRT) und im Süden an den Rhein-Nahe-Nahverkehrsverbund (RNN). Der Tarif des Verkehrsverbundes Rhein-Sieg (VRS) ist in den Landkreisen Ahrweiler, Altenkirchen und Neuwied als Übergangstarif gültig, sofern der Start- oder Zielbahnhof der Fahrt im VRS-Gebiet liegt. Die Angebote Schöner-Tag-Ticket NRW sowie Schöne-Fahrt-Ticket NRW werden auch in den Landkreisen Ahrweiler, Altenkirchen und Neuwied anerkannt. Auf der Siegstrecke gilt darüber hinaus der Westfalentarif als Übergangstarif aus dem Gebiet des Westfalentarifs bis nach Wissen (Sieg). Der rheinland-pfälzische Teil der Siegstrecke darf außerdem als Transitstrecke mit Fahrkarten des NRW-Tarifs befahren werden, wenn Start- und Zielbahnhof in Nordrhein-Westfalen liegen.

## Tarifsystem
Die Fahrpreise im VRM werden nach einem Wabensystem berechnet. Mit Anzahl der durchfahrenen Tarifwaben steigt der Preis, wobei der Maximalpreis für zehn oder mehr Tarifwaben gilt. Es existieren verschiedene Angebote für Pendler und Vielfahrer: Monats- und vergünstigte 9 Uhr-Monatskarten, Wochen- und Tages- sowie Dreitageskarten werden für bestimmte Strecken, die Verkehrsnetze der Städte Neuwied und Koblenz oder für das Gesamtnetz angeboten. Gruppen bis fünf Personen können eine Minigruppenkarte unter den gleichen Bedingungen lösen. Des Weiteren wird das Schüler-Plus-Ticket angeboten, mit dem Schüler für einen vergleichsweise geringen Monatsbetrag an Schultagen ab 14 Uhr und an schulfreien Tagen (auch in den Ferien) ganztägig alle Verkehrsmittel im Verbund benutzen dürfen.
Ebenso bietet der VRM Zuschlagskarten für eine Benutzung der ersten Klasse in den Nahverkehrszügen als Ergänzung zum Einzelfahrschein, zu Wochenkarten, Monatskarten oder 9 Uhr-Monatskarten aller Preisstufen oder für Zeitkarten der Netze Koblenz, Neuwied oder das Gesamtnetz an.
Reisende ab dem vollendeten 60. Lebensjahr haben im VRM die Möglichkeit, mit dem 60+ Ticket per Einzelkauf (gültig 30 Tage ab Ausgabedatum) oder im Abo verbundweit von Montag bis Freitag ab 9 Uhr, an Samstagen, Sonn- und Feiertagen rund um die Uhr alle Busse und Bahnen nutzen zu können.
Neben der verbundeigenen Rabattkarte, der sogenannten VRM-MobilCard, mit der man gegen einen Jahresbeitrag von 9 Euro 25 % Rabatt auf Einzelfahrten bekommt, wird in Koblenz auf den Linien der koveb und in Neuwied auf den Linien der MVB eine firmeneigene Chipkarte akzeptiert. Die gültigen Ländertickets der DB, das Rheinland-Pfalz-Ticket sowie das Rheinland-Pfalz-Ticket + Luxemburg werden ebenfalls akzeptiert.
Das Quer-durchs-Land-Ticket ist auch in allen Nahverkehrszügen des VRM, nicht jedoch in Bussen und auf den Fähren gültig.
Ein spezielles ÖPNV-Angebot bietet im Stadtgebiet Koblenz die Koblenz-Card. Diese gilt für 24 Stunden ab Ausgabezeit und ermöglicht die Nutzung aller öffentlichen Verkehrsmittel auf dem Stadtgebiet Koblenz einschließlich des Schrägaufzuges zur Festung Ehrenbreitstein / DJH sowie der Rheinfähre Koblenz und der Moselfähre Koblenz-Lay und bietet zudem Ermäßigungen für Besuche der Museen, Besuch des Stadttheaters, Eintritt in die Stadtbibliothek, Fahrt mit der Rheinseilbahn, Ausstellungen, Stadtführungen, Stadtrundfahrten und weiterer touristischer Angebote. Sie ist in der Tourist-Information im Forum Confluentes erhältlich.
Grundsätzlich ist im VRM die Mitnahme von Fahrrädern, sofern der vorhandene Platz nicht für Fahrgäste, Kinderwagen oder Rollstühle benötigt wird, in fast allen Verkehrsmitteln möglich. In den Zügen ist die Fahrradmitnahme von Montag bis Freitag ab 9 Uhr, an Samstagen, Sonn- und Feiertagen rund um die Uhr in Verbindung mit einer Fahrkarte zum VRM-Tarif kostenlos möglich, von Montag bis Freitag vor 9 Uhr ist jedoch eine Fahrradkarte (ermäßigter Einzelfahrschein der Preisstufe 4) notwendig.
In den Bussen ist die Fahrradmitnahme von Montag bis Freitag vor 9 Uhr nicht möglich. Von der Fahrradmitnahme sind Tandems, Fahrradanhänger sowie Fahrräder mit Motorausrüstung ausgeschlossen.
Die Mitnahme von Hunden ist im VRM mit einem ermäßigten Einzelfahrschein, ermäßigter Tages- oder Zeitkarte möglich, sofern der Hundehalter ebenfalls mit einer Fahrkarte zum VRM-Tarif reist. Blindenhunde sowie Hunde in geeigneten Trageboxen werden im VRM unentgeltlich befördert.
Inhaber einer gültigen BahnCard 100 können auch im Verbundgebiet des VRM alle Fern- und Nahverkehrszüge sowie alle Busse der Tochterunternehmen der DB Regio (Rhein-Mosel Bus, Rhein-Westerwald Bus und Rhein-Hunsrück Bus) sowie Busse, welche in deren Auftrag verkehren, kostenfrei nutzen. In allen anderen Verkehrsmitteln des VRM erhalten Inhaber der BahnCard 100 – ebenso wie Inhaber einer gültigen BahnCard 25 oder BahnCard 50 – auf Einzelfahrscheine aller Preisstufen 25 % Rabatt.
Die zeitliche Gültigkeit von Einzelfahrscheinen richtet sich nach der Preisstufe der Fahrkarte. Die Fahrt kann beliebig oft und lange unterbrochen werden, sofern die Fahrt bis zum Ablauf der Gültigkeit beendet ist.
Im Interesse der Sicherheit werden Polizeibeamte des Landes Rheinland-Pfalz sowie der Bundespolizei in Uniform in allen Bussen sowie allen Nahverkehrszügen des VRM in der zweiten Klasse generell kostenfrei befördert.
Fahrkarten sind online, in den Verkaufsstellen, per Postbestellung oder beim Fahrer in den Busverkehren erhältlich, ebenso beim Fahrer der Züge der Westerwaldbahn GmbH. Fahrscheinautomaten, an welchen VRM-Tickets erhältlich sind, befinden sich an den meisten Bahnhöfen im VRM-Gebiet. Bei einigen Eisenbahnlinien, welche durch Transdev sowie den Betriebsbereich Dreiländerbahn der Hessischen Landesbahn betrieben werden, befinden sich mobile Fahrscheinautomaten in den Zügen, da hier die meisten Bahnhöfe und Haltepunkte nicht über Fahrscheinautomaten verfügen. Auch an den Fahrscheinautomaten der Bahngesellschaften sind alle VRM-Tickets erhältlich und können ebenso für Busfahrten erworben werden.

## Geschichte
Der Verkehrsverbund Rhein-Mosel wurde am 1. Januar 1996 durch die Gebietskörperschaften Landkreis Ahrweiler, Landkreis Cochem-Zell, Landkreis Mayen-Koblenz, Landkreis Neuwied, Rhein-Hunsrück-Kreis, Rhein-Lahn-Kreis, Stadt Koblenz und Westerwaldkreis gegründet. Seit dem 1. Januar 2009 gehört auch der Landkreis Altenkirchen (Westerwald) zu den Gesellschaftern des VRM. Diese Landkreise gehörten alle dem ehemaligen Regierungsbezirk Koblenz an. Der Westerwaldkreis wendet den Tarif des VRM erst seit dem 1. Januar 2017 an, tritt jedoch gemeinsam mit den anderen Landkreisen sowie der Stadt Koblenz am 1. Januar 1996 dem VRM bei, zunächst jedoch ohne Anwendung des VRM-Tarifes.
Nachdem der Verkehrsverbund sich anfangs auf den öffentlichen Personennahverkehr mit Bus und Bahn konzentriert hat, gehört seit dem Jahr 2004 auch die Fähre Loreley, welche zwischen Sankt Goar und Sankt Goarshausen verkehrt zu seinen Partnern. Zum 1. April 2012 wurden auch die Rheinfähre Boppard (Boppard–Filsen), die Rheinfähre Koblenz (Koblenz-Altstadt–Koblenz-Ehrenbreitstein) und die Moselfähre Koblenz-Lay Partner des VRM. Auf diesen vier Fähren gilt zwar weiterhin der Haustarif des Fährbetreibers, jedoch werden auch die Fahrscheine des VRM akzeptiert, welche bei allen Bus- und Bahnunternehmen im VRM erworben werden können.
Die Nutzung des Schrägaufzuges zur Festung Ehrenbreitstein/DJH ist für Inhaber gültiger VRM-Tickets über die am Fahrkartenautomat in der Berg- und Talstation nutzbare Funktion ÖPNV-Tausch kostenfrei möglich, gleiches gilt für die Rheinland-Pfalz-Tickets sowie Zugfahrkarten zum Nahverkehrstarif bis Koblenz.
Seit dem Fahrplanwechsel im Dezember 2014 gilt der Tarif des Verkehrsverbundes Rhein-Mosel auch in den Zügen der Moselweinbahn (Bullay–Traben-Trarbach), sofern der Start- oder Zielbahnhof der Fahrt im VRM-Gebiet liegt.
Ebenso werden Zeitkarten für das VRM-Gesamtnetz sowie alle VRM-Zeitkarten im Abonnement am Wochenende und an gesetzlichen Feiertagen nun auch auf der Moselweinbahn anerkannt, da diese am Wochenende und Feiertagen im gesamten VRM-Gebiet gültig sind.
Auf dem Abschnitt zwischen Pünderich und Traben-Trarbach gilt der Tarif des Verkehrsverbund Region Trier VRT.

### Werbung
Der Verkehrsverbund Rhein-Mosel unterhält seit 16. Oktober 2017 einen eigenen Kanal bei YouTube, wo er neben Informationsvideos, wie zum Beispiel Infos zu regionalen Wanderwegen, auch Inhalte mit Eigenwerbungscharakter einstellt. Im Rahmen seiner Werbekampagnen traten bereits Prominente, wie Guildo Horn und Friedrich Liechtenstein, in Erscheinung.

## Gemeinden und Städte (Auswahl)
Die kreisfreie Stadt Koblenz ist das einzige Oberzentrum innerhalb des Verkehrsverbundes Rhein-Mosel. Sie liegt im Zentrum des Verbundsgebietes. Weitere Städte, Gemeinden und Verbandsgemeinden innerhalb des Gebiets sind:
- Verbandsgemeinde Altenkirchen-Flammersfeld
- Andernach
- Verbandsgemeinde Bad Ems-Nassau
- Bad Marienberg (Westerwald)
- Bad Neuenahr-Ahrweiler
- Bendorf
- Verbandsgemeinde Betzdorf-Gebhardshain
- Boppard
- Verbandsgemeinde Cochem
- Verbandsgemeinde Diez
- Verbandsgemeinde Hunsrück-Mittelrhein (u. a. Sankt Goar und Oberwesel)
- Hachenburg
- Herdorf
- Höhr-Grenzhausen
- Lahnstein
- Verbandsgemeinde Linz am Rhein
- Verbandsgemeinde Kirchen
- Verbandsgemeinde Loreley (u. a. Kaub und Sankt Goarshausen)
- Mayen
- Montabaur
- Neuwied
- Remagen
- Verbandsgemeinde Simmern-Rheinböllen (u. a. Simmern/Hunsrück)
- Verbandsgemeinde Vallendar
- Verbandsgemeinde Wirges

## Verkehrsverbünde in Rheinland-Pfalz
- Verkehrsverbund Rhein-Mosel (VRM)
- Verkehrsverbund Region Trier (VRT)
- Rhein-Nahe-Nahverkehrsverbund (RNN)
- Verkehrsverbund Rhein-Neckar (VRN)